# Ярдли, Джордж
Джордж Га́рри Я́рдли III (англ. George Harry Yardley III; 3 ноября 1928 года, Голливуд, Калифорния — 13 августа 2004 года, Ньюпорт-Бич, Калифорния) —  американский профессиональный баскетболист, выступавший в Национальной баскетбольной ассоциации. Играл на позициях лёгкого форварда и атакующего защитника. Он стал первым баскетболистом в истории ассоциации, сумевшим забить более 2000 очков в одном сезоне, побив рекорд Джорджа Майкена в 1932 очка. В 1971 году был номинирован, но не выбран, в NBA 25th Anniversary Team. Член Зала славы баскетбола с 1996 года.

## Ранние годы
Джордж Ярдли родился 3 ноября 1928 года в Голливуде, северо-западном районе Лос-Анджелеса (штат Калифорния), учился в средней школе Ньюпорт-Бич из одноимённого города, в которой играл за местную баскетбольную команду.

## Студенческая карьера
В 1950 году закончил Стэнфордский университет по специальности инженера, где в течение трёх лет играл за баскетбольную команду «Стэнфорд Кардинал», набрав в итоге 820 очков в 71 игре (по 11,5 в среднем за игру). При Ярдли «Кардинал» ни разу не выигрывали ни регулярный чемпионат ни турнир конференции Pacific Coast, а также ни разу не выходили в плей-офф студенческого чемпионата США. Ярдли был членом университетского братства Phi Kappa Psi.

## Спортивная карьера
Играл на позиции лёгкого форварда и атакующего защитника. На драфте НБА 1950 году Джордж Ярдли был выбран в первом раунде под общим 7-м номером командой «Форт-Уэйн Пистонс», однако дебютировал в ней только 1 ноября 1953 года, так как первоначально выступал в любительских командах «Сан-Франциско Стюарт Шевролетс» и «Лос-Аламитос НАС», а также два года служил в военно-морских силах США. В составе «Стюарт Шевролетс» выиграл национальный чемпионат Любительского спортивного объединения (AAU) в 1951 году, а сам Джордж был признан игроком года.
Джордж Ярдли выступал за «Пистонс» на протяжении шести лет, до сезона 1958/59 годов, после чего перешёл в «Сиракьюс Нэшнлз», в котором отыграл ещё один сезон и завершил свою профессиональную карьеру в 1960 году. Во время своей карьеры был постоянным, за исключением дебютного сезона, участником матча всех звёзд НБА (1955—1960). В составе «Форт-Уэйн Пистонс» два года подряд играл в финале НБА, но оба неудачно, проиграв сначала в 1955 году со счётом 3—4 в серии своей будущей команде «Сиракьюс Нэшнлз», а в следующем году со счётом 1—4 в серии клубу «Филадельфия Уорриорз».
Его карьера достигла своего пика в сезоне 1957/1958 годов, после того как «Поршни» сменили свою прописку, переехав в межсезонье из Форт-Уэйна в Детройт, по итогам которого он набрал 2001 очко, по 27,8 в среднем за игру, став самым результативным игроком регулярного чемпионата и первым баскетболистом в истории ассоциации, сумевшим забить более 2000 очков в одном сезоне, побив рекорд Джорджа Майкена в 1932 очка. В этом сезоне «Пистонс» дошли до финала Западной конференции НБА, где со счётом 1—4 в серии проиграли команде «Сент-Луис Хокс», будущим чемпионам ассоциации. Кроме того он два раза включался в символическую сборную всех звёзд НБА (1958 — первая команда, 1957 — вторая команда).
В 1961 году, спустя год после завершения карьеры в НБА, решил вернуться в баскетбол, отыграв неполный сезон в только что образованной Американской баскетбольной лиге (АБЛ) за команду «Лос-Анджелес Джетс», которая была  расформирована по ходу сезона 10 января 1962 года, после чего окончательно ушёл на пенсию.

## После окончания карьеры
После окончания профессиональной карьеры Джордж Ярдли основал собственную инжиниринговую компанию в Калифорнии. В 1971 году был номинирован, но не выбран, в NBA 25th Anniversary Team, а в 1996 году был включён в Зал славы баскетбола.

## Смерть
Джордж Ярдли скончался в пятницу, 13 августа 2004 года, от бокового амиотрофического склероза, известного в США как болезнь Лу Герига, на 76-м году жизни в городе Ньюпорт-Бич (штат Калифорния).

## Статистика

### Статистика в НБА
| Сезон                                                                                    | Команда           | Регулярный сезон | Регулярный сезон | Регулярный сезон | Регулярный сезон | Регулярный сезон | Регулярный сезон | Регулярный сезон | Регулярный сезон | Регулярный сезон | Регулярный сезон | Регулярный сезон | Серия плей-офф | Серия плей-офф | Серия плей-офф | Серия плей-офф | Серия плей-офф | Серия плей-офф | Серия плей-офф | Серия плей-офф | Серия плей-офф | Серия плей-офф | Серия плей-офф |
| Сезон                                                                                    | Команда           | GP               | GS               | MPG              | FG%              | 3P%              | FT%              | RPG              | APG              | SPG              | BPG              | PPG              | GP             | GS             | MPG            | FG%            | 3P%            | FT%            | RPG            | APG            | SPG            | BPG            | PPG            |
| ---------------------------------------------------------------------------------------- | ----------------- | ---------------- | ---------------- | ---------------- | ---------------- | ---------------- | ---------------- | ---------------- | ---------------- | ---------------- | ---------------- | ---------------- | -------------- | -------------- | -------------- | -------------- | -------------- | -------------- | -------------- | -------------- | -------------- | -------------- | -------------- |
| 1953/54                                                                                  | Форт Уэйн Пистонс | 63               |                  | 23,6             | 42,5             |                  | 71,2             | 6,5              | 1,6              |                  |                  | 9,0              | 4              |                | 26,8           | 48,5           |                | 83,3           | 6,0            | 0,8            |                |                | 10,5           |
| 1954/55                                                                                  | Форт Уэйн Пистонс | 60               |                  | 35,8             | 41,8             |                  | 74,5             | 9,9              | 2,1              |                  |                  | 17,3             | 11             |                | 38,2           | 39,9           |                | 75,9           | 9,0            | 3,3            |                |                | 15,8           |
| 1955/56                                                                                  | Форт Уэйн Пистонс | 71               |                  | 33,1             | 40,7             |                  | 74,2             | 9,7              | 2,2              |                  |                  | 17,4             | 10             |                | 40,6           | 42,1           |                | 77,6           | 13,9           | 2,6            |                |                | 23,0           |
| 1956/57                                                                                  | Форт Уэйн Пистонс | 72               |                  | 37,4             | 41,0             |                  | 78,7             | 10,5             | 2,0              |                  |                  | 21,5             | 2              |                | 42,5           | 45,3           |                | 81,8           | 9,5            | 4,0            |                |                | 28,5           |
| 1957/58                                                                                  | Детройт Пистонс   | 72               |                  | 39,5             | 41,4             |                  | 81,1             | 10,7             | 1,3              |                  |                  | 27,8             | 7              |                | 36,3           | 40,9           |                | 89,6           | 10,3           | 2,4            |                |                | 23,4           |
| 1958/59                                                                                  | Детройт Пистонс   | 46               |                  | 30,8             | 41,5             |                  | 81,6             | 7,1              | 0,9              |                  |                  | 20,8             | Не участвовал  | Не участвовал  | Не участвовал  | Не участвовал  | Не участвовал  | Не участвовал  | Не участвовал  | Не участвовал  | Не участвовал  | Не участвовал  | Не участвовал  |
| 1958/59                                                                                  | Сиракьюс Нэшнлз   | 15               |                  | 28,0             | 48,2             |                  | 64,8             | 6,9              | 1,7              |                  |                  | 16,7             | 9              |                | 37,0           | 43,9           |                | 85,7           | 9,7            | 2,3            |                |                | 25,1           |
| 1959/60                                                                                  | Сиракьюс Нэшнлз   | 73               |                  | 32,9             | 45,3             |                  | 81,6             | 7,9              | 1,7              |                  |                  | 20,2             | 3              |                | 29,3           | 38,5           |                | 83,3           | 5,7            | 0,3            |                |                | 13,3           |
|                                                                                          | Всего             | 472              |                  | 33,4             | 42,2             |                  | 78,0             | 8,9              | 1,7              |                  |                  | 19,2             | 46             |                | 36,8           | 42,2           |                | 81,7           | 9,9            | 2,4            |                |                | 20,3           |
| Наведите курсор мыши на аббревиатуры в заголовке таблицы, чтобы прочесть их расшифровку. |                   |                  |                  |                  |                  |                  |                  |                  |                  |                  |                  |                  |                |                |                |                |                |                |                |                |                |                |                |